# Бораска е Бораскина (Лоди)
Бораска е Бораскина је насеље у Италији у округу Лоди, региону Ломбардија.
Према процени из 2011. у насељу је живело 79 становника. Насеље се налази на надморској висини од 59 м.